# 雜草 (加利福尼亞州)
威德帕奇（英語：Weedpatch）是位於美國加利福尼亞州克恩縣的一個人口普查指定地區。

## 地理
威德帕奇的座標為35°14′17″N 118°54′54″W / 35.23806°N 118.91500°W，而該地最高點為海拔高度188米（即387英尺）。

## 人口
根據2010年美國人口普查的數據，威德帕奇的面積為9.223平方千米，當中陸地面積為9.213平方千米，而水域面積為0.010平方千米。當地共有人口2658人，而人口密度為每平方千米288人。